# Miguel Duhamel
Miguel Duhamel (LaSalle, 26 mei 1967) is een Canadees voormalig motorcoureur. Zijn vader Yvon Duhamel was eveneens motorcoureur.

## Carrière
Duhamel begon zijn motorsportcarrière in 1988. Hij kwam uit voor Honda in de FIM Endurance Cup en voor Suzuki in het Canadees kampioenschap superbike. Ook reed hij een aantal races in het Amerikaans 250 cc-kampioenschap. In 1989 debuteerde hij in de 250 cc-klasse van het wereldkampioenschap wegrace tijdens de Grand Prix van de Verenigde Staten op een Aprilia, maar wist zich hiervoor niet te kwalificeren. Ook maakte hij dat jaar zijn debuut in het wereldkampioenschap superbike op een Suzuki tijdens de races op Mosport; hij finishte de eerste race niet, terwijl hij in de tweede race zestiende werd. In 1990 debuteerde hij in het Amerikaans kampioenschap superbike en won direct zijn eerste race op het Heartland Park Topeka. Hij werd dat seizoen uitgeroepen tot de beste rookie van het jaar. Ook reed hij dat jaar wederom in de races op Mosport in het WK superbike en eindigde hierin ditmaal als twaalfde en vijftiende.
In 1991 won Duhamel de Daytona 200 als invaller van de geblesseerde Randy Renfrow. Dat jaar werd hij ook kampioen in de Supersport-klasse van het Amerikaans kampioenschap wegrace met zeven overwinningen. Verder won hij samen met Alex Vieira en Jean-Louis Battistini de Bol d'Or. In 1992 debuteerde hij in de 500 cc-klasse van het WK wegrace op een Yamaha. Een vijfde plaats in de voorlaatste race in Brazilië was zijn beste klassering. Met 31 punten werd hij twaalfde in de eindstand. In 1993 keerde hij terug naar het Amerikaans kampioenschap Supersport, waarin hij met zeven zeges zijn tweede titel behaalde. In de superbike-klasse won hij de seizoensfinale op de Sears Point Raceway.
In 1994 reed Duhamel voor Harley-Davidson in het Amerikaans kampioenschap superbike. Hij reed aan de leiding van de races op de Mid-Ohio Sports Car Course en de Brainerd International Raceway; dit waren de enige races waarin een Harley-Davidson dit presteerde. In 1995 werd hij de eerste Canadees die kampioen werd in deze klasse. Tijdens zijn kampioenschapsjaar behaalde hij zes zeges op een rij, waardoor hij het record van Wayne Rainey verbrak, die vijf keer achter elkaar wist te winnen. Ook werd hij kampioen in de Supersport-klasse met negen overwinningen uit elf races. Acht van deze overwinningen behaalde hij op een rij, waarmee hij het record van Doug Polen verbrak. Verder keerde hij dat jaar terug in het WK superbike, waarin hij voor Honda derde en vierde werd in de races op Laguna Seca.
In 1996 werd Duhamel de coureur met de meeste overwinningen in het Amerikaans kampioenschap Supersport met 28 zeges. Dat jaar won hij ook zijn vierde titel in de klasse. Verder behaalde hij vier overwinningen in de superbike-klasse. Ook reed hij dat jaar wederom in de races op Laguna Seca in het WK superbike, maar hij wist geen van beide races te finishen. In 1997 werd hij opnieuw kampioen in de Supersport-klasse met vijf zeges. Hij behaalde vier overwinningen in de superbike-klasse en werd achter Doug Chandler tweede in de eindstand. Verder werd hij dat jaar derde in beide races op Laguna Seca van het WK superbike en behaalde hij zijn tweede zege in de Daytona 200.
In 1998 won Duhamel vier races in de superbike-klasse, voordat hij bij een ongeluk tijdens de kwalificatie op de New Hampshire International Speedway geblesseerd raakte en de rest van het seizoen moest missen. Ook won hij voor zijn crash een race in de Supersport-klasse. In 1999 was hij nog niet helemaal hersteld van zijn verwondingen, maar won desondanks de superbike- en Supersport-races bij de seizoensopener in de Daytona 200. Hij kon echter opnieuw het seizoen niet afmaken vanwege een blessure, die hij opliep bij een crash op Road Atlanta. In 2000 behaalde hij twee zeges in de superbike-klasse op Brainerd en Road America. In 2001 stond hij vier keer op het podium in deze klasse, terwijl hij in de Supersport-klasse drie races won. In 2002 won hij beide races op Road America in de superbike-klasse en werd hij derde in de eindstand. Ook schreef hij zich dat jaar voor de laatste keer in voor WK superbike-races op Laguna Seca, maar verscheen hierin niet aan de start.
In 2003 reed Duhamel in de superbike-klasse op een Honda. Hij behaalde zijn vierde zege in de Daytona 200 en werd met zeven andere podiumplaatsen vijfde in het kampioenschap. Ook won hij in de Supersport-klasse een race op Brainerd. In 2004 werd hij voor het eerst kampioen in de Formula Xtreme-klasse met acht overwinningen en werd hij achter Mat Mladin tweede in de superbike-klasse met zes zeges. In de Supersport-klasse won hij opnieuw de race op Brainerd. In 2005 werd hij voor de tweede keer kampioen in de Formula Xtreme met vier zeges en vijf tweede plaatsen in negen races. In de superbike-klasse won hij geen races, maar stond hij wel twee keer op het podium. In 2006 kwam hij enkel uit in de superbike en stond hij zeven keer op het podium, waardoor hij achter Ben Spies en Mladin derde in de eindstand.
In 2007 werd Duhamel achtste in het Amerikaans kampioenschap superbike. Dat jaar werd het weekend op Laguna Seca tegelijk gehouden met de MotoGP-race in de Verenigde Staten op hetzelfde circuit. Duhamel nam deel aan deze race voor het team Honda Gresini als vervanger van de geblesseerde Toni Elías. Hij zette echter na een aantal ronden zijn motorfiets in de pitstraat omdat hij zich niet comfortabel voelde op de motor en deze niet wilde beschadigen. In 2008 reed hij zijn laatste volledige seizoen in het Amerikaans kampioenschap superbike. Hij behaalde vijf top 5-finishes en werd zevende in de eindstand. In 2009 en 2010 reed hij nog enkele gastraces in deze klasse.